# Basile Ier Skamandrènos
Pour les articles homonymes, voir Basile.
Basile Ier Skamandrènos, Scamandrénos ou le Scamandrien (en grec Βασίλειος Α΄ Σκαμανδρηνός) fut patriarche de Constantinople de 970 à 973 ou 974.

## Biographie
Basile est décrit (dans l’Atheniensis 1429) comme « moine et prêtre, de Skamandros ». Il doit son surnom de « Skamandrènos » au fait qu'il avait fondé un monastère près du fleuve Skamandre (Bithynie).
Selon le chroniqueur contemporain Léon le Diacre, ce moine « inconnu et insignifiant » (et donc ne représentant aucune menace) est ordonné patriarche le 13 février 970, dimanche de l'Orthodoxie, après la mort du patriarche Polyeucte, par un acte d'autorité de l'empereur Jean Ier Tzimiskès et présenté par ce dernier vêtu de peaux de bêtes. Il incarne avec le patriarche Théodore II d'Antioche le modèle de religiosité austère promu par Jean Tzimiskès.
Le patriarche Basile Ier est accusé de comploter contre Jean Tzimiskès, peut-être en faveur de Bardas Sklèros. Il est condamné par un synode et exilé dans son monastère du Skamandre. Son patriarcat prend fin vers le 13 août, ou en décembre 973 (selon le manuscrit Venetus 608, continuation de la chronique de Georges Hamartopolos, qui place à cette date, mais sans jour, l'ordination d'Antoine III le Studite), ou en mars 974,,.